# نورة العنبر
نورة العنبر (وُلدت: 3 يوليو 1985، باريس -)؛ ممثلة سعودية،  تعيش في المملكة العربية السعودية. أكملت دراستها الابتدائية حتى التخرج في مدرسة منارات جدة الإنجليزية وبعدها درست الطب في جامعة الملك عبد العزيز. في عام 2012 بعد تخرجها من جامعة الملك عبد العزيز، قررت ان تترك المجال الطبي لتتجه إلى مجال إدارة الفعاليات.

## حياتها
بالإضافة إلى أنها ممثلة هي طبيبة، قبل أن تخضع في عام 2015 إلى تجربة فنية في مجال التمثيل حيث كسبت تجربة واسعة فيه ولكن استخدمت اسم الشهرة، نور البدر حتى 2016 حين تم تغيره إلى اسمها الحقيقي.
في عام 2017، قررت نورة ان ترجع إلى مجال الترفيه وإدارة الفعاليات واستمرت في حتى الآن لكسب تجربة أكبر في هذا المجال.
في عام 2018, خضعت نورة لتجربة إعلامية في برنامج همسة على قناة ال MBC بحيث ان يكون دوام جزئي حتى لا يتعارض مع عملها الأساسي في مجال الترفيه. البرنامج يدور حول كيفية اتباع أسلوب حياة صحي.
إضافة إلى تجربتها في التمثيل والإعلام ومجال الترفيه، قررت نورة ان تبحث وراء قلبها وتتخصص في مجال مختلف تماما في الولايات المتحدة الأمريكية لتصبح أول سعودية محققة في القسوة على الحيوان مما ساعدها في تغيير بعض الإجراءات الخاصة بالحيوانات في مجال الترفيه.

## أعمالها
| اسم المسلسل | السنة |
| ----------- | ----- |
| مبتعثات     | 2015  |
| حارة الشيخ  | 2016  |
| CUT         | 2016  |
| حب بلا حدود | 2017  |
| وساوس       | 2020  |